# メリーに首ったけ
『メリーに首ったけ』（メリーにくびったけ、There's Something About Mary）は、1998年制作のファレリー兄弟監督によるアメリカ合衆国のロマンティック・コメディ映画。

## 概要
ロマンティック・コメディといわゆるお下劣コメディを足して二で割ったような独特の作風で、予想外のヒットを飛ばした。キャメロン・ディアスの出世作であり、またアメフト選手のブレット・ファーヴが本人役で特別出演している。
劇場版に収録されなかったシーンを10分以上盛り込んだ長尺版（日本では「完全版」、「エクステンデッド版」、「メロメロ・バージョン」等）がDVD/ブルーレイでリリースされている。

## ストーリー
1985年のロードアイランド州プロビデンス。16歳の高校生テッド・ストローマンは、憧れの女性メリー・ジェンセンとプロム（学年末のダンスパーティ）に行こうとしていたところ、ズボンのファスナーに陰嚢を挟んでしまう。彼は痛みを伴いながらもファスナーを開いた後、入院することとなり、そのせいでプロムには行けなくなってしまう。その後、テッドはメリーと連絡が取れなくなる。
13年後の1998年、テッドは雑誌ライターとなっており、今もメリーに恋をしている。親友のドム・ウォガノウスキーの助言を受け、テッドは私立探偵パット・ヒーリーを雇い彼女を探させる。ヒーリーは、メリーが整形外科医になっていて、知的障害のある弟のウォーレンと一緒にマイアミに住んでいることを突き止める。数日間の観察の後、ヒーリーも彼女に取り付かれてしまう。彼はプロビデンスに戻り、メリーは太り過ぎており、3人の異なる男性との間に4人の子供がいると、テッドに嘘を伝える。ヒーリーは仕事を辞め、彼女に近付くためにマイアミに戻る。彼はメリーを手に入れるために、嘘、ごまかしやストーカー行為に走る。
一方、テッドはヒーリーがメリーについて嘘をついていたことを知り、彼女に会うためにフロリダへ車で向かう。ドライブ中に、ヒッチハイカーを拾い、その男は彼の車の中に死体を残して去る。テッドは殺人容疑で誤って逮捕され、ヒッチハイカーが殺人を自供した後、ドムによって保釈される。ヒーリーとメリーは数週間のデートを経て、英国人建築家の友人タッカーがヒーリーの嘘を暴く。タッカーが、連続殺人犯の疑いがあるという嘘の話でヒーリーを中傷し、ヒーリーとメリーの関係は終わる。これに激怒したヒーリーはタッカーと対決し、タッカーが実際にはメリーに夢中になっているノーム・フィップスという名前のアメリカ人のピザ配達員であることが判明する。数年前、ノームは彼女の患者となり、彼女に近づくために意図的に自傷行為をしたのだ。彼はメリーとの関係を維持し彼女に言い寄る男たちを追い払うために、まだ障がいのあるふりをしていた。テッドとメリーが再びデートをするようになると、テッドを追い払うためにヒーリーとノームは手を組む。
メリーは、テッドが自分を探すためにヒーリーを雇ったことをバラす匿名の手紙を読んで怒り、彼を捨てる。その後、テッドは怒ってヒーリーとノームを責め立てるが、2人は匿名の手紙を送ったことを否定したので、テッドはイライラながら立ち去るしかなかった。ドムはメリーの元ボーイフレンド「ウギー」であることが明らかになり、後に彼女のアパートに現れ、自分が匿名の手紙を書いたことを認める。メリーは以前、ドムが彼女の虜になってしまったため接近禁止命令を警察から出して貰っていたのだが、既婚者で子供もいるにも拘わらず、テッドが彼女を見つけたと知った後、再び虜になってしまっていた。
これらのことを部屋の外で聞いていたノームとヒーリーが部屋に乱入し、メリーをドムから救い出す。そこへテッドが、メリーの元恋人ブレット・ファーヴと共に到着する。ブレットは、彼がメリーの弟のウォーレンを侮辱したという嘘をノームがメリーに伝えたのでメリーに捨てられた男である。テッドは、ファーブルが彼女を手に入れるために嘘や欺瞞を使わなかった唯一の人であることから、ファーブルこそ彼女と一緒にいるべきであると裁定する。メリーとファーヴルを結び付け、他の男たちを打ちのめしたまま、テッドは涙を流しながら去って行く。しかしメリーはテッドを追いかけて外へ行き、「あなたと一緒が一番幸せだわ」と言ってテッドにキスする。

## キャスト
| 役名                           | 俳優                                       | 日本語吹替 |
| ------------------------------ | ------------------------------------------ | ---------- |
| メリー・ジェンセン・マシューズ | キャメロン・ディアス                       | 伊藤美紀   |
| テッド・ストローマン           | ベン・スティラー                           | 井上倫宏   |
| パット・ヒーリー               | マット・ディロン                           | 小杉十郎太 |
| タッカー、ノーマン・フィップス | リー・エヴァンス                           | 家中宏     |
| ドム・ウォガノウスキー         | クリス・エリオット                         | 青山穣     |
| シーラ・ジェンセン             | マーキー・ポスト                           | 滝沢久美子 |
| ウォーレン・ジェンセン         | W・アール・ブラウン                        | 星野充昭   |
| マグダ                         | リン・シェイ                               | 久保田民絵 |
| サリー                         | ジェフリー・タンバー                       | 田原アルノ |
| リサ                           | マーニー・アレクセンバーグ                 | 幸田夏穂   |
| クレボイ刑事                   | リチャード・タイソン                       | 伊藤栄次   |
| ブレット・ファーグ             | ブレット・ファーヴ（本人役、特別出演）     |            |
| ブレンダ                       | サラ・シルバーマン（特別出演）             | 棚田恵美子 |
| チャーリー・ジェンセン         | キース・デヴィッド（特別出演）             | 稲葉実     |
| ジョナサン・リッチマン         | ジョナサン・リッチマン（本人役、特別出演） | モト冬樹   |
| ヒッチハイカー                 | ハーランド・ウィリアムズ（特別出演）       | 後藤敦     |
| 精神科医                       | リチャード・ジェンキンス（クレジットなし） | 岩田安生   |

- その他出演（吹替）：吉見一豊、竹若拓磨、土屋利秀、相田さやか
- 日本語版制作スタッフ　演出：松岡裕紀、翻訳：木村純子、調整：佐藤隆一、制作：ビデオテック

## 反響
徹底したお下劣系のユーモアのせいで全米映画協会（MPAA）からはR指定を受けたが、観客の評判は良く、スマッシュ・ヒットとなった。スティラー演じるテッドがオナニーをして、精液が自分の左耳にかかってしまうシーンは特に有名。ディアス演じるメリーはそれをヘア・ジェルと勘違いして、自分の髪の毛につけてしまう。この「ヘア・ジェル」という言い方はアメリカで一時流行語になった。